# Orlando Urdaneta
Orlando Rafael Urdaneta (Maracaibo, 24 de octubre de 1950) es un actor, presentador dramaturgo, artista plástico y humorista venezolano. Urdaneta es una importante figura de la televisión y el cine venezolano, en particular por su destacada participación en el Nuevo Cine Venezolano y la Época de Oro del cine venezolano.
Es Premio Nacional de Cine, como reconocimiento a su trayectoria. Por su trabajo ha recibido varios premios como el Municipal de Teatro en 1997, el Casa del Artista en 1998. Durante los años 1998 y 1999 recibió el premio Asociación Nacional de Artistas Cinematográficos (ANAC) por su participación en las películas venezolanas Pandemonium y 100 años de perdón.

## Carrera

### Inicios
Nació en Maracaibo en 1950. Comenzó su carrera como actor debutando en su infancia en el programa Bambilandia de Venevision y luego fue incluido en elencos de obras de teatro, telenovelas y películas; se destacó además como animador de concursos y programas de radio y televisión siendo humorista.

### Carrera cinematográfica
Empieza su carrera cinematográfica a principios de la década de los 70 como protagonista de Cuando quiero llorar no lloro de Mauricio Walerstein, film que daría inicio al llamado Nuevo Cine Venezolano y a la Época de Oro del cine venezolano. A partir de allí protagonizó varias películas icónicas como Los Tracaleros (1977) de Alfredo Lugo, El pez que fuma (1977) de Román Chalbaud, Compañero Augusto (1976) de Enver Cordido, Canción mansa para un pueblo bravo (1976) de Giancarlo Carrer y Crónica de un subversivo latinoamericano (1975) de Mauricio Walerstein.
También participó en telenovelas como Maite (1981), Elizabeth (1981), La fiera (1978), La Zulianita (1977), La loba (1973), La mujer prohibida (1973),Peregrina (1973), Lucecita (1972) o El país de las mujeres (1998).
Dirigó los programas de televisión Almorzando con Orlando (Venezolana de Televisión, 1985-1987; Televen, 2004), Súper Show (Venezolana de Televisión, 1985-1989), "D"Noche (Venevisión, 1988-1989), Orlando con Orlando (Televen, 1993-1995) y Agrandaditos (RCTV, 1999)

### Años posteriores
Ha sido crítico y opositor del chavismo por medio de sus programas en medios de comunicación. Cuando el presidente Hugo Chávez asumió la presidencia de Venezuela en el año 1999, Urdaneta se interesó por la política, participando como crítico y disidente en contra del gobierno, trabajando en programas de opinión del canal de noticias Globovisión, como, "Titulares de Mañana" y "La Hora de Orlando".
El gobierno venezolano lo ha acusado de participar de forma activa en el Golpe de Estado en Venezuela de 2002. Según algunas investigaciones que el gobierno no ha podido comprobar, permaneció en la Comandancia del Ejército con los uniformados insurrectos indicando los pasos a seguir sobre cómo manejar el tema mediático. En un Informe de la Comisión Parlamentaria Especial, con el propósito de investigar los sucesos ocurridos en abril de 2002, se dio a conocer que Urdaneta jugó un papel protagónico, según testigos de la Comandancia General del Ejército, el actor y locutor manejaba la táctica de comunicación sobre los eventos finales del suceso.
En 2003 se exilió en Estados Unidos después de enterarse de que la inteligencia militar del gobierno venezolano lo quería neutralizar.
Luego de mudarse a los Estados Unidos, Urdaneta es entrevistado por María Elvira Salazar en el canal 22 de Miami. Finalizando el programa, en vivo, da la idea de que algunos militares pudieran asesinar al Presidente Hugo Chávez con un fusil con mira telescópica, al preguntarle la conductora quien podría dar la orden para que esto suceda, Urdaneta dice que el mismo lo puede hacer diciendo en forma jocosa: Si es por una orden, se las estoy dando en este momento, vamonos ya, apúrense. Estos comentarios de tipo jocoso solía hacerlos en diferentes programas como los conducidos por Jaime Bayly.
En octubre de 2013, luego de estar a cargo de la vicepresidencia de medios de DolarToday.TV, Urdaneta pasa a ser editor en jefe del portal, cumpliendo funciones de estrategia comunicacional publicando noticias relacionadas con Venezuela.
En marzo de 2015 el juez de primera instancia en funciones de control con competencia contra el terrorismo en Venezuela, emitió una orden de captura a Urdaneta y Alberto Franceschi González por liderar un movimiento llamado Frente Patriótico que se ocupa, según el Gobierno de Venezuela, de producir videos con mensajes subliminales desestabilizadores y de estar vinculados con actividades terroristas contra el gobierno de Nicolás Maduro. La respuesta de Urdaneta fue: "¡Voy por ti, narcochoro! refiriéndose al Presidente de la Asamblea Nacional, Diosdado Cabello ya que al día siguiente dedicaría un programa exclusivo sobre su orden de aprensión, llamando a Cabello sátrapa, dictador, brujero, santero y narcotraficante.

## Vida personal
En 1979 se casó con la actriz Chelo Rodríguez. Actualmente reside en Miami, Estados Unidos.

## Premios
- Premio Casa del Artista
- Premio Municipal de Teatro
- Premio Asociación Nacional de Artistas Cine

## Filmografía

### Películas
| Año  | Título                                                               | Director              |
| ---- | -------------------------------------------------------------------- | --------------------- |
| 2000 | La Mágica aventura de Óscar                                          | Diana Sánchez         |
| 2000 | Juegos bajo la luna                                                  | Mauricio Walerstein   |
| 2000 | Cédula ciudadano                                                     | Diego Velasco         |
| 2000 | Borrón y cuenta nueva                                                | Henrique Lazo         |
| 2000 | Manuela Sáenz                                                        | Diego Rísquez         |
| 1998 | 100 años de perdón                                                   | Alejandro Saderman    |
| 1997 | La primera vez (película)                                            | Luis Alberto Lamata   |
| 1997 | Pandemonium, la capital del infierno                                 | Román Chalbaud        |
| 1996 | Aire libre                                                           | Luis Armando Roche    |
| 1993 | Carlito's Way                                                        | Brian De Palma        |
| 1993 | Vidas paralelas                                                      | Pastor Vega           |
| 1993 | Móvil pasional                                                       | Mauricio Walerstein   |
| 1989 | L'Aventure extraordinaire d'un papa peu ordinaire                    | Philippe Clair        |
| 1988 | El secreto                                                           | Luis Armando Roche    |
| 1988 | El compromiso                                                        | Roberto Siso          |
| 1988 | Profundo                                                             | Antonio Llerandi      |
| 1987 | El escándalo                                                         | Carlos Oteyza         |
| 1985 | La hora Texaco                                                       | Eduardo Barberena     |
| 1985 | El atentado                                                          | Thaelman Urgelles     |
| 1984 | Macho y hembra                                                       | Mauricio Walerstein   |
| 1982 | La Máxima felicidad                                                  | Mauricio Walerstein   |
| 1980 | Under Siege (US) / Hostages (1980 film) (UK) (Traficantes de pánico) | René Cardona Jr.      |
| 1980 | Verano salvaje                                                       | Enrique Gómez Vadillo |
| 1979 | Guyana: Crime of the Century                                         | René Cardona Jr.      |
| 1979 | Esta loca, loca cámara                                               | Mario Di Pasquale     |
| 1978 | Savana - Sesso e diamanti                                            | Guido Leoni           |
| 1978 | Seagulls Fly Low (I Gabbiani volano basso)                           | Giorgio Cristallini   |
| 1978 | El Fascista, la beata y su hija desvirgada                           | Joaquín Coll Espona   |
| 1978 | Perro de alambre                                                     | Manuel Caño           |
| 1977 | Los Tracaleros                                                       | Alfredo Lugo          |
| 1977 | El pez que fuma                                                      | Román Chalbaud        |
| 1976 | Compañero Augusto                                                    | Enver Cordido         |
| 1976 | Canción mansa para un pueblo bravo                                   | Giancarlo Carrer      |
| 1975 | Crónica de un subversivo latinoamericano                             | Mauricio Walerstein   |
| 1972 | Cuando quiero llorar no lloro                                        | Mauricio Walerstein   |

### Telenovelas
- Los enviados (2021)[11]
- Escándalos (2015)
- Malena (2014)
- Noche de perros (2011)
- Planeta de 6 (2001)
- Radio Pirata (2001)
- El país de las mujeres (1998)
- Mon enfant (Bambino mio) (1994)
- Gardenia (1990)
- Virgen de Media Noche (1982-1983)
- La Goajirita (1982)
- La señorita Perdomo'' (1982)
- Maite (1981)
- Elizabeth (1981)
- Daniela (1978)
- La fiera (1978)
- La Zulianita (1977)
- La loba (1973)
- La mujer prohibida (1973)
- Peregrina (1973)
- Lucecita (1972)
- Corazón de madre (1969)
- Sacrificio (1967)
- Las aventuras de Rover y Akela (1966)

## Teatro
- Orlando en Cadena
- Divorciarme yo
- Don Juan, dirigido por Antonio Constante
- Los hombros de América, dirigido por José Ignacio Cabrujas
- Cartas de amor, dirigido por Miriam Dembo
- Pares y Nones, dirigido por Fausto Verdial

## Programas de TV
- Las aventuras de Rover y Akela (RCTV, 1966)
- Disco Fiebre (RCTV, 1976)
- A Todo Color (Radio Caracas Televisión, 1980)
- Estrella de la Fortuna (Venevisión, 1984)
- Almorzando con Orlando (Venezolana de Televisión, 1985-1987; Televen, 2004)
- Súper Show (Venezolana de Televisión, 1985-1989)
- "D"Noche (Venevisión, 1988-1989)
- Sábado Espectacular (RCTV, 1989)
- El Enviado (Venevisión, 1989) Ángel María Montiel "Angelito"
- Orlando con Orlando (Televen, 1993-1995)
- Agrandaditos (RCTV, 1999)
- Los Enviados (Paramount+,2021)